# Огнен корал
Millepora dichotoma е вид безгръбначно животно от семейство Milleporidae. Видът не е застрашен от изчезване.

## Разпространение и местообитание
Разпространен е в Австралия, Американска Самоа, Вануату, Виетнам, Гуам, Джибути, Египет, Еритрея, Йемен, Израел, Индия, Индонезия, Йордания, Камбоджа, Мавриций, Мадагаскар, Малайзия, Мианмар, Микронезия, Нова Каледония, Палау, Папуа Нова Гвинея, Провинции в КНР, Самоа, Саудитска Арабия, Северни Мариански острови, Сингапур, Соломонови острови, Сомалия, Судан, Тайван, Тайланд, Фиджи, Филипини и Япония.
Обитава крайбрежията на океани, морета, заливи и рифове. Среща се на дълбочина от 6,5 до 9 m.

## Описание
Популацията на вида е стабилна.